# Visitors (série télévisée)
Pour les articles homonymes, voir Visitors.
Visitors est une série télévisée de science-fiction française créée par Simon Astier et diffusée à partir du 10 mai 2022 sur Warner TV. Il s'agit de la première série produite spécifiquement pour la chaîne qui diffusait jusque là des programmes en rediffusion ou américaine.
Elle est rediffusée le 23 juin 2023 sur TMC.

## Synopsis
Dans la petite ville fictive de Pointe-Claire se produisent du jour au lendemain des événements inattendus à la suite de la chute d'objets extraterrestres. Richard, pour son premier jour dans la police, se charge d'enquêter sur le sujet. Il est vite confronté aux doutes de sa hiérarchie et doit également faire face à des problèmes conjugaux.

## Distribution

### La police
- Simon Astier : Richard
- Gérard Darier : le shérif Kovac
- Jérémie Dethelot : Roger
- Delphine Baril : Sharon
- Antonia Buresi : Scolla, policière fédérale
- David Marsais : Muller, policier fédéral

### Les visiteurs
- Florence Loiret Caille : Fred / Dr Alice Bejm
- Alban Lenoir : Pierre-Emmanuel

### L'entourage de Richard
- Tiphaine Daviot : Nancy, l'épouse de Richard
- Henri Guybet : Robert, le grand-père de Richard
- Christophe Guybet : Robert en 1981
- Damien Jouillerot : Bob, ami d'enfance de Richard
- Vincent Desagnat : Mitch, ami d'enfance de Richard

### Les habitants de Pointe-Claire
- Arnaud Joyet : Carlos
- Julie Bargeton : Jacqueline "Jack"
- Arnaud Tsamere : Bret, agent immobilier
- Vincent Deniard : Ty
- Adrien Ménielle : Choco
- François Frapier : John Collins
- Aziz Aboudrar : Cynoque
- Stéphane Ponton : le vendeur de tacos
- Jérôme Niel : le reporter de WKP
- Grégoire Ludig : le présentateur de WKP
- Audrey Pirault : la présentatrice de WKP
- Jean-Michel Fête : le colonel William Lamour
- Bernard Le Coq : le prêtre
- Romane Raffin-Delys : l'infirmière
- Clémence Thioly : Flora
- Yoni Dahan : Marco
- Freddy Gladieux : le patron de la citerne

## Fiche technique
- Création : Simon Astier
- Scénario : Simon Astier
- Réalisation : Simon Astier
- Musique : Polérik Rouvière
- Photographie : Morgan S. Dalibert, Dominique De Wever, Guillaume Adrey
- Direction artistique : Nicolas Garnier
- Direction littéraire : Joyce Acker
- Décors : Anna Brun
- Costumes : Nadège Dourmaud
- Son : Thomas Tymen, Marco Casanova, Hugo Thouin
- Montage : Sarah Chartier, Alan Jobart, Sébastien Le Gallo
- Production exécutive : Stéphane Drouet
- Producteurs délégués WarnerMedia : Guillermo Farré, Guillaume Le Gros, Nicolas Rostan
- Société de production : Warner TV, Making Prod

## Production
Le tournage de la première saison s'est déroulée sur un mois environ, à l'été 2021, dans la région de Reims, notamment sur la base aérienne 112.

## Épisodes
La première saison de Visitors se compose de huit épisodes, diffusés sur Warner TV et sur le service de vidéo à la demande MyCanal, entre le 10 et le 24 mai 2022.
| Numéro | Titre     | Date de 1re diffusion à la télévision |
| ------ | --------- | ------------------------------------- |
| 1      | Épisode 1 | 10 mai 2022                           |
| 2      | Épisode 2 | 10 mai 2022                           |
| 3      | Épisode 3 | 10 mai 2022                           |
| 4      | Épisode 4 | 17 mai 2022                           |
| 5      | Épisode 5 | 17 mai 2022                           |
| 6      | Épisode 6 | 24 mai 2022                           |
| 7      | Épisode 7 | 24 mai 2022                           |
| 8      | Épisode 8 | 24 mai 2022                           |

## Clins d’œil
Les policiers fédéraux Scolla et Muller, interprétés par Antonia Buresi et David Marsais font référence à Dana Scully et Fox Mulder, les protagonistes de la série X-Files, respectivement joués par Gillian Anderson et David Duchovny.
Les clients du magasin de jeux vidéos Choco et Cynoque font référence, quant à eux, au film Les Goonies.

## Accueil

### Presse
Trois Couleurs évoque « une aventure palpitante, servie par une belle brochette de seconds rôles, un héros touchant et une réalisation léchée ».